# Pedro del Campo
Pedro del Campo Zafra (Madrid, España, 4 de abril de 1968) es un exfutbolista español que se desempeñaba como defensa.

## Clubes
| Club              | País   | Año       |
| ----------------- | ------ | --------- |
| R. C .D. Mallorca | España | 1990-1994 |
| Sevilla F. C.     | España | 1994-1995 |
| Elche C. F.       | España | 1995-1996 |